# Marriner Eccles
Marriner Stoddard Eccles (9. september 1890 – 18. december 1977) var en amerikansk bankmand, økonom og formand for Federal Reserve.

## Biografi
Eccles blev født i Logan, Utah og fik sin uddannelse på Brigham Young College hvorefter han blev mormonsk missionær i Skotland. Efterfølgende, mens han arbejdede i familievirksomheden i Blacksmith Fork Canyon, døde hans far pludseligt. Med stor dygtighed og udholdenhed lykkedes det ham at reorganisere og samle aktiverne i sin fars industrielle konglomerat og netværk af banker. Eccles udvidede bankforretningen til en stor vestlig kæde af banker, som blev kaldt Eccles-Browning Affiliated Banks. Han var millionær i en alder af 22. Virksomheden modstod adskillige stormløb under Depressionen, og som førende bankmand blev den involveret i etableringen af Emergency Banking Act fra 1933 og Federal Deposit Insurance Corporation.
Efter en kort tid i finansministeriet blev han af præsident Franklin D. Roosevelt udpeget til formand for Federal Reserve, hvor han sad mellem 1934 og 1948. Han blev i bestyrelsen indtil 1951, hvor han tog sin afsked på grund af uenigheden mellem Federal Reserve og finansministeriet indtil deres indbyrdes aftale i 1951. Han deltog også i forhandlingerne om Bretton Woods-systemet efter 2. verdenskrig, som førte til etableringen af Verdensbanken og International Monetary Fund. Han vendte senere tilbage til Utah for at drive sine selskaber og skrive sine erindringer, der fik titlen Beckoning Frontiers.
Marriner Eccles ses ofte som en tidlig fortaler for stimulering af efterspørgslen i økonomien for at afværge katastroferne under Depressionen. Senere blev han kendt som en forsvarer af keynesianske ideer, om end hans ideer var ældre end Keynes' The General Theory of Employment, Interest, and Money. I den forbindelse er det almindeligt anerkendt, at han anså pengepolitik for at være af sekundær betydning, og at som resultat heraf tillod han Federal Reserve at blive underlagt finansministeriets interesser. Ud fra denne synsvinkel fik Federal Reserve efter 1935 nye instrumenter til at styre pengepolitikken, men det ændrede ikke dens adfærd væsentligt. Desuden ses hans forsvar for aftalen mellem Federal Reserve og finansministeriet i 1951 til tider som en ændring i forhold til hans tidligere politiske standpunkter.
Eccles Building som rummer hovedkvarteret for Federal Reserve i Washington, D.C. er opkaldt efter ham.
Efter at han vendte tilbage til Utah i 1951 konsoliderede Eccles yderligere industrielle og familieaktiver, og organiserede til sidst en række fonde, som bestod af aktiver, som han havde forvaltet for forskellige familiemedlemmer. Disse fonde har hjulpet Utah og de vestlige bjergegne indenfor undervisning, kunst, velgørenhed og videnskab. Marriner Eccles døde i Salt Lake City, Utah i 1977 og blev begravet på Larkin Sunset Lawn Mausoleum. Marriner Eccles blev optaget i Junior Achievements U.S. Business Hall of Fame i 1999.

## Eksterne kilder
- Vidneudsag i 1933 overfor Senatet